# Ravins de Corbœuf
Les ravins de Corbœuf sont des ravins constitués de formations argileuses situés dans la commune de Rosières en Haute-Loire, en région Auvergne-Rhône-Alpes et sont surnommés le Colorado de l'Auvergne.

## Localisation, accès
Long de 500 mètres, le site est encadré au sud par le horst granitique de Chaspinhac, à l'est par les sucs de l'Yssingelais et au nord-ouest par le plateau de Craponne.
Le site peut-être découvert à pied, au départ de Rosières en suivant la voie verte (ancienne voie ferrée de la Galoche), ou en voiture en se rendant au hameau de Chastel. Balisé en jaune, un tour d'une distance de 6 km permet de découvrir le site. L'exploration des ravins est interdite.

## Géologie

### Origine
Le bassin du Puy et celui de l’Emblavez (dans lequel se situe le ravin de Corbœuf) sont remplis de sédiments continentaux. Dès 1926 Eugène Locussol en retrace l'évolution. L'histoire géologique du bassin du Puy, fort compliquée, nous montre une lutte, aux vicissitudes nombreuses, entre les forces de comblement et les forces d'érosion. L'époque éocène vit la formation, puis la destruction partielle, d'un dépôt assez étendu d'arkoses granitiques. Pendant l'Oligocène, le pays fut occupé par un lac, où se déposèrent, au centre, des gypses, des marnes et des calcaires, et, sur les bords, des argiles sableuses. L'épaisseur de ces couches est surtout grande dans les environs du Puy et au milieu de l'Emblavès. 

### Description
Le Ravin de Corbœuf est constitué de formations argileuses rubanées. Ces formations, vulnérables au ravinement, permettent  la création d’espaces nus dits en badlands (alternance de petits ravins et de crêtes aiguës). Cette série argileuse, horizontale, est constituée d'alternances d'argiles blanches, jaune pâle, vertes à bleutées. 
La notice de la carte géologique d'Yssingeaux au 1/50 000 décrit plus précisément la formation affleurant dans le ravin de Corbœuf : « le ravin de Corbœuf, le plus important, recoupe l'essentiel de la formation et de l'assise sableuse sous-jacente. Ces affleurements montrent une alternance monotone de couches beiges et bleutées d'épaisseur variable, mais souvent voisines du mètre et d'argiles indurées homogènes à débit conchoïdal à graveleux ; elles sont légèrement carbonatées dans la masse (environ 1 à 2% de CaCO3 aux environs de Rosières). L'essentiel du faciès calcaire de la formation se trouve sous forme de concrétions noduleuses qui semblent plus abondantes dans les niveaux bleutés, dont la matrice elle-même paraît plus carbonatée. Ces concrétions se concentrent à certains niveaux, sans former de véritables bancs. Vers la base de la formation notamment, les concrétions s'allongent verticalement, plutôt en lames que cylindriques (pédotubules ?). Contrairement à la partie centrale du bassin (environs du Puy), la kaolinite et le quartz détritique subsistent dans toute la série « marneuse » (0,35 à 2,45% ≥80 m mesurés à Corbœuf par le laboratoire des Tuileries Bisch). »

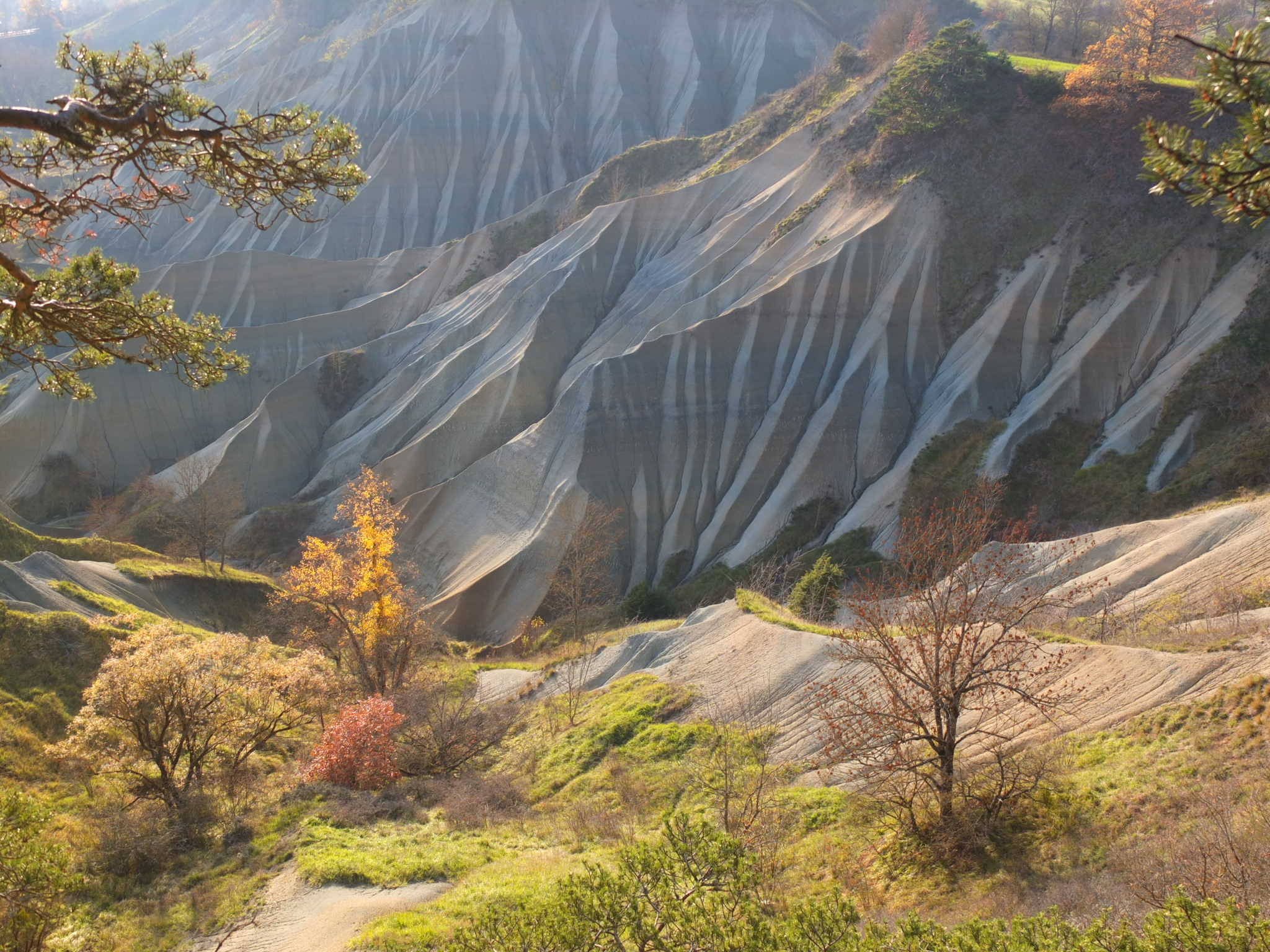
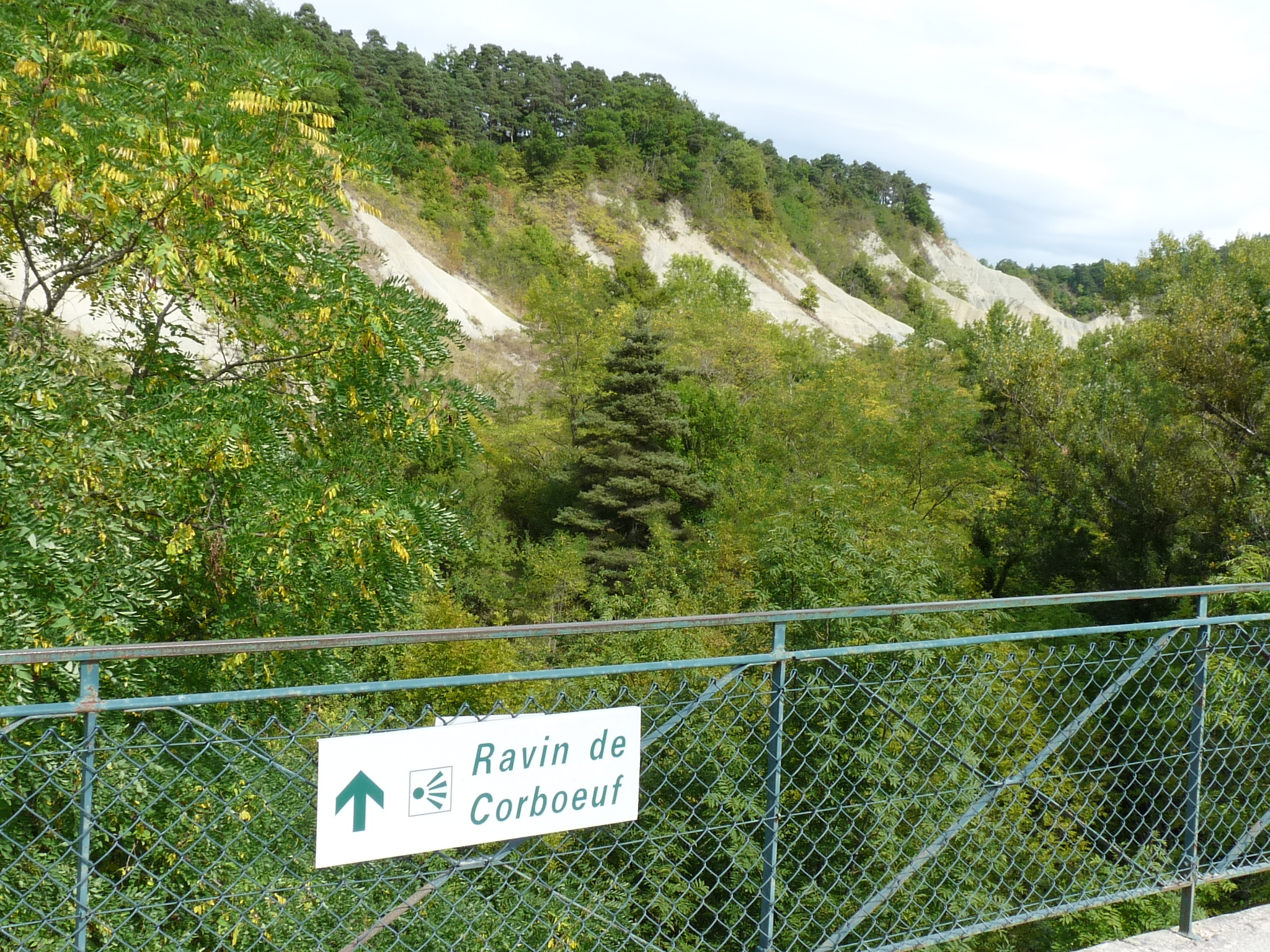
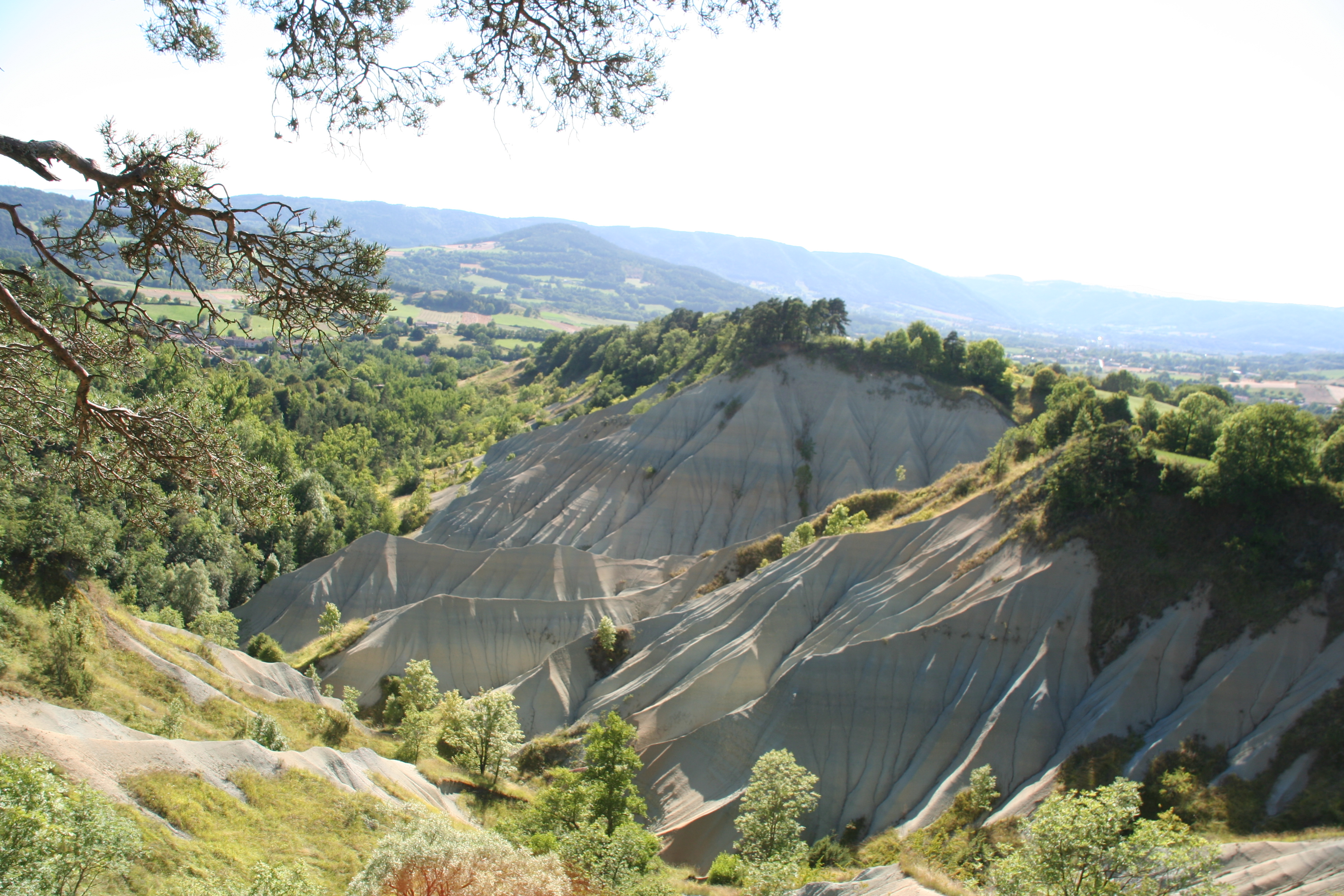
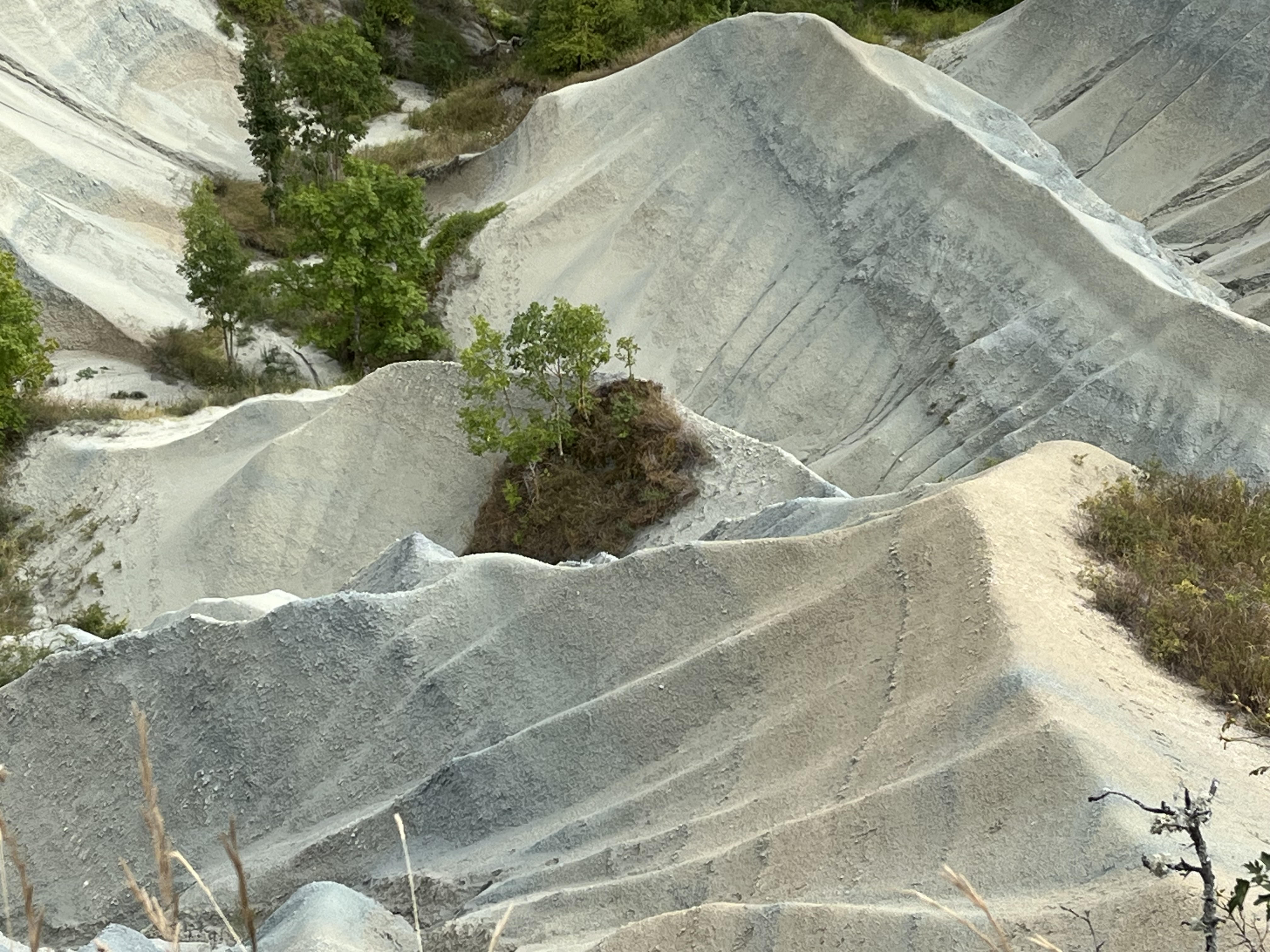

## Protection
Les ravins de Corbœuf, d'une superficie de 65 hectares, sont classés au titre des sites naturels par arrêté du 26 juin 2013.